# Nelsonophryne aequatorialis
Nelsonophryne aequatorialis är en groddjursart som först beskrevs av Mario Giacinto Peracca 1904.  Nelsonophryne aequatorialis ingår i släktet Nelsonophryne och familjen Microhylidae. IUCN kategoriserar arten globalt som livskraftig. Inga underarter finns listade i Catalogue of Life.